# Zorana Mihajlović

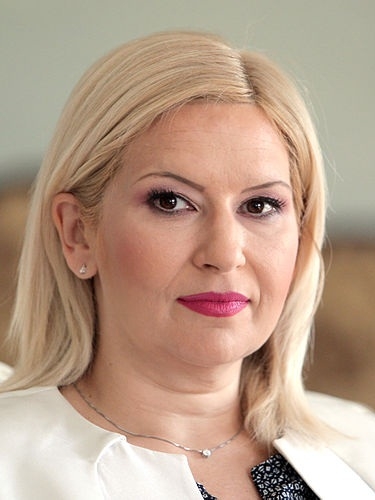
Zorana Mihajlović (2014)

Zorana Mihajlović (serbisch-kyrillisch Зорана Михајловић, * 5. Mai 1970 in Tuzla, Jugoslawien) ist eine serbische Wirtschaftswissenschaftlerin und Politikerin. 

## Werdegang
Mihajlović studierte an der Universität Belgrad, dort graduierte sie 1993 mit einem Diplom in Außen- und Binnenhandel und 1998 als Master. 2001 beendete sie ihr Ph.D.-Studium an der Hochschule erfolgreich. Anschließend arbeitete sie zunächst in der serbischen Energieindustrie, ehe sie 2008 als Assistenzprofessorin an der Megatrend University zurückkehrte. 2011 wurde sie dort zur außerordentlichen Professorin befördert, 2016 zur ordentlichen Professorin berufen.
Rund um die Jahrtausendwende startete Mihajlović ihre politische Laufbahn in der Partei G17 Plus und war als energiepolitische Beraterin für den Wirtschaftsminister Miroljub Labus. Im April 2010 schloss sie sich der Serbischen Fortschrittspartei an und rückte alsbald in den Partei-Vorstand auf. Nach der Parlamentswahl in Serbien 2012 wurde sie im Kabinett von Ministerpräsident Ivica Dačić Energie- und Umweltministerin, 2014 übernahm sie das Ministerium für Bauangelegenheiten, Transport und Infrastruktur. Auch unter den Nachfolgern Aleksandar Vučić und Ana Brnabić blieb sie im Amt und rückte dabei zur stellvertretenden Ministerpräsidentin auf. Als Folge der Parlamentswahl im Sommer 2020 änderte Brnabić im Oktober die Zusammensetzung des Kabinetts, Mihajlović wechselte als Nachfolgerin von Aleksandar Antić zurück an die Spitze des Bergbau- und Energieministeriums. Bei einer Kabinettsumbildung im Oktober 2022 schied sie aus dem Amt, die parteilose Dubravka Đedović übernahm ihren Ministerposten.
Im April 2023 trat Mihajlović aus der Serbischen Fortschrittspartei aus. Im September des Jahres gründete sie im Vorfeld der anstehenden Parlamentswahlen die Partei Uvek za Srbiju.